# Fürtös fáklyaliliom
A fürtös fáklyaliliom (Kniphofia uvaria) az egyszikűek (Liliopsida) osztályának spárgavirágúak (Asparagales) rendjébe, ezen belül a fűfafélék (Asphodelaceae) családjába tartozó faj.

## Előfordulása
A Dél-afrikai Köztársaságban őshonos, de a világ számos más részére is betelepítették, például Új-Zélandra, Észak-Amerikába és Európába, mint kerti dísznövényt. 5-10 Celsius-fokon is képes megélni.

## Megjelenése
A növény levelei a liliom (Lilium) leveleire emlékeztetnek; valószínű innen ered a neve is. Virágzata 150 centiméter magas száron is ülhet. A fáklyaliliomnak számos változata van, és mindegyik máskor nyílik a virágzási időszak idején. A virágok lehetnek: vörösek, narancssárgák és sárgák.

## Képek

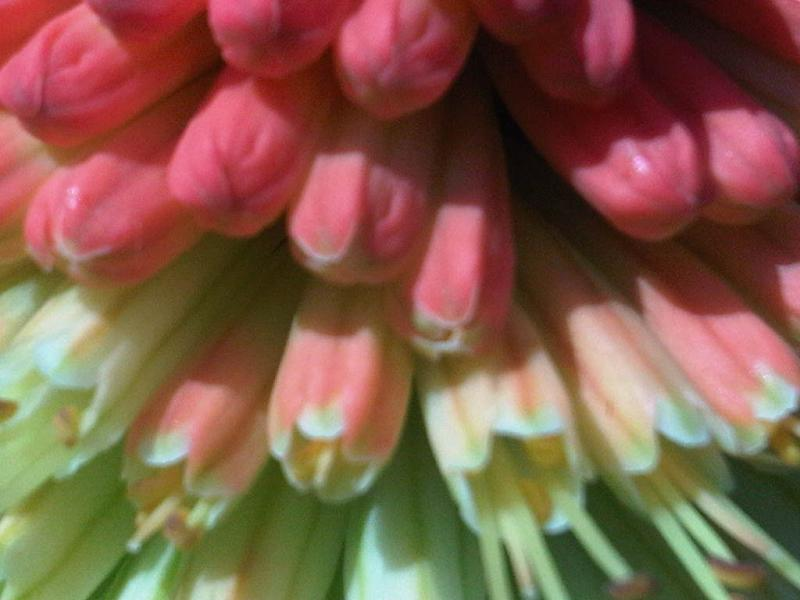
A virágzatot alkotó virágok
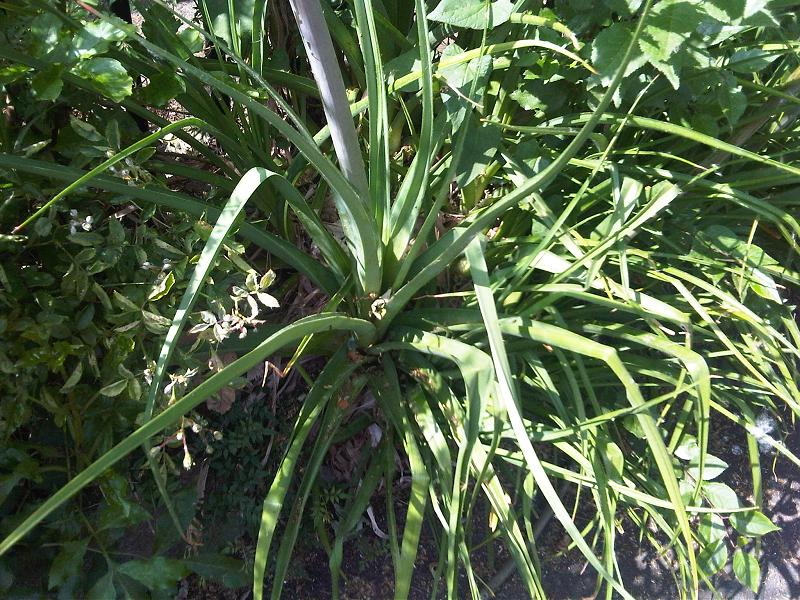
A liliomszerű levelei
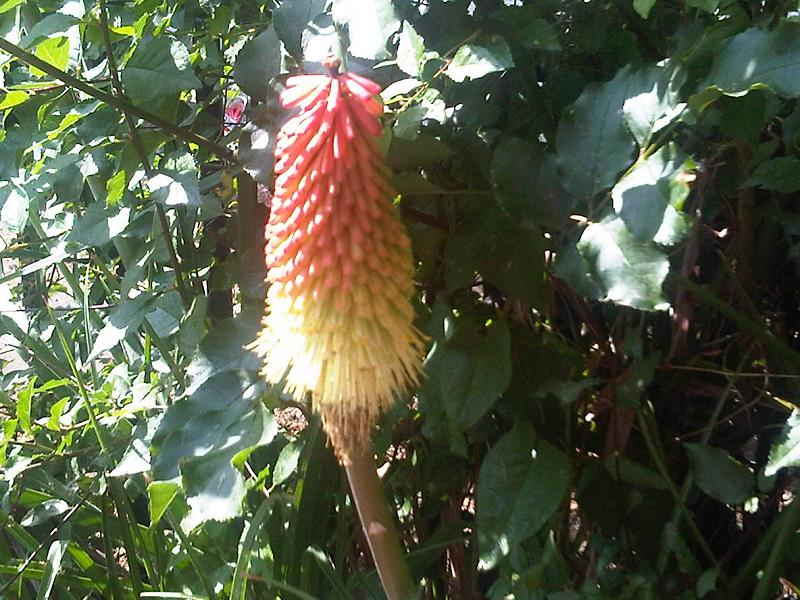
Fiatal virágzat
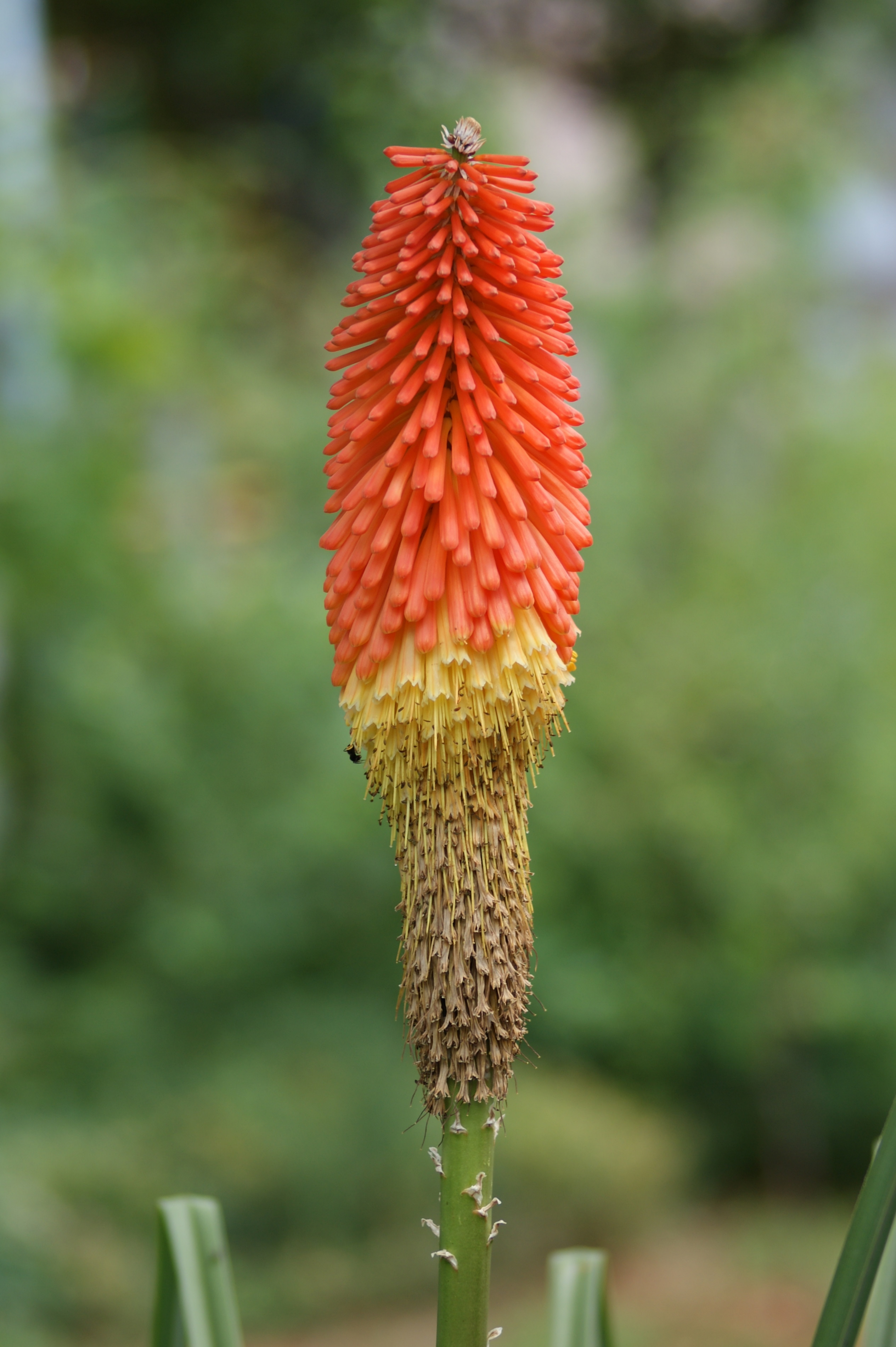
A virágzata
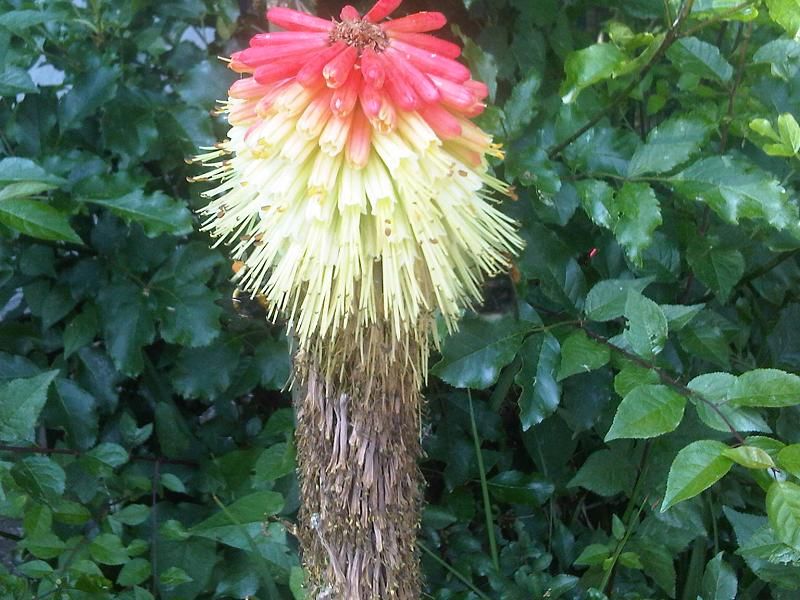
Idősebb virágzat; a színes virágok alatt láthatók a korábbi elhervadt virágok is
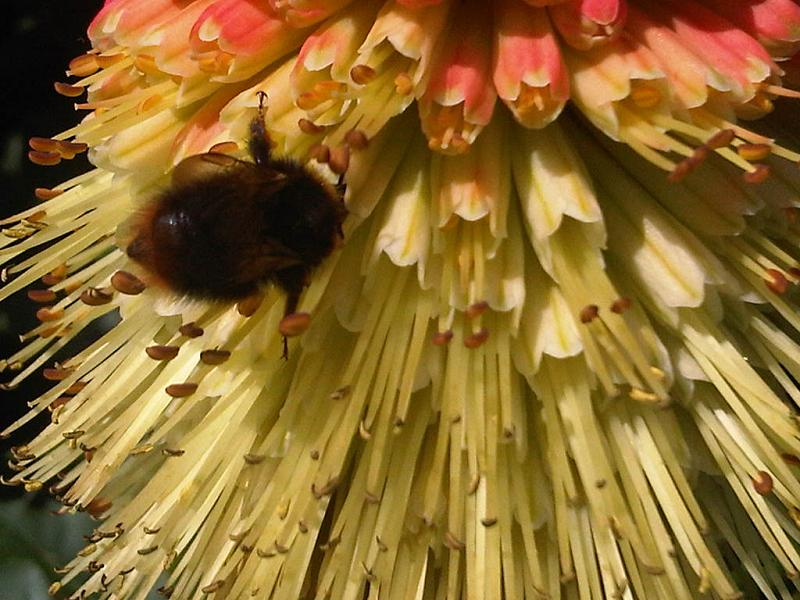
Fáklyaliliomot látogató földi poszméh (Bombus terrestris)
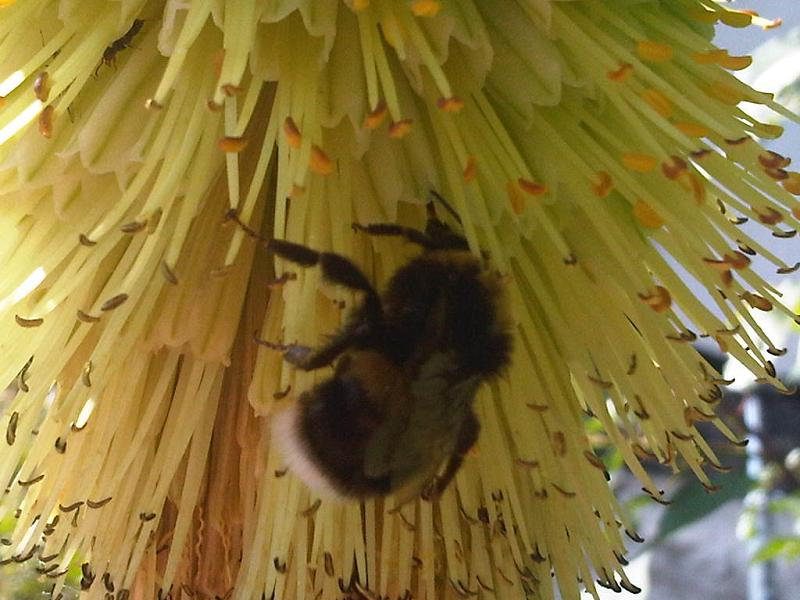
Jól látszanak a bibéi
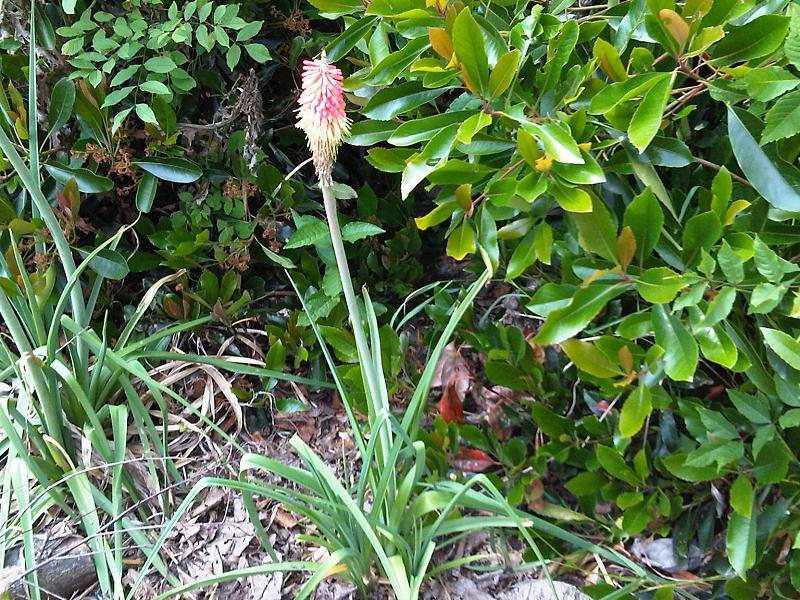
A növény egészben
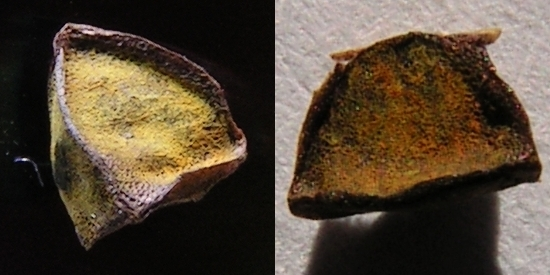
3 milliméteres magok
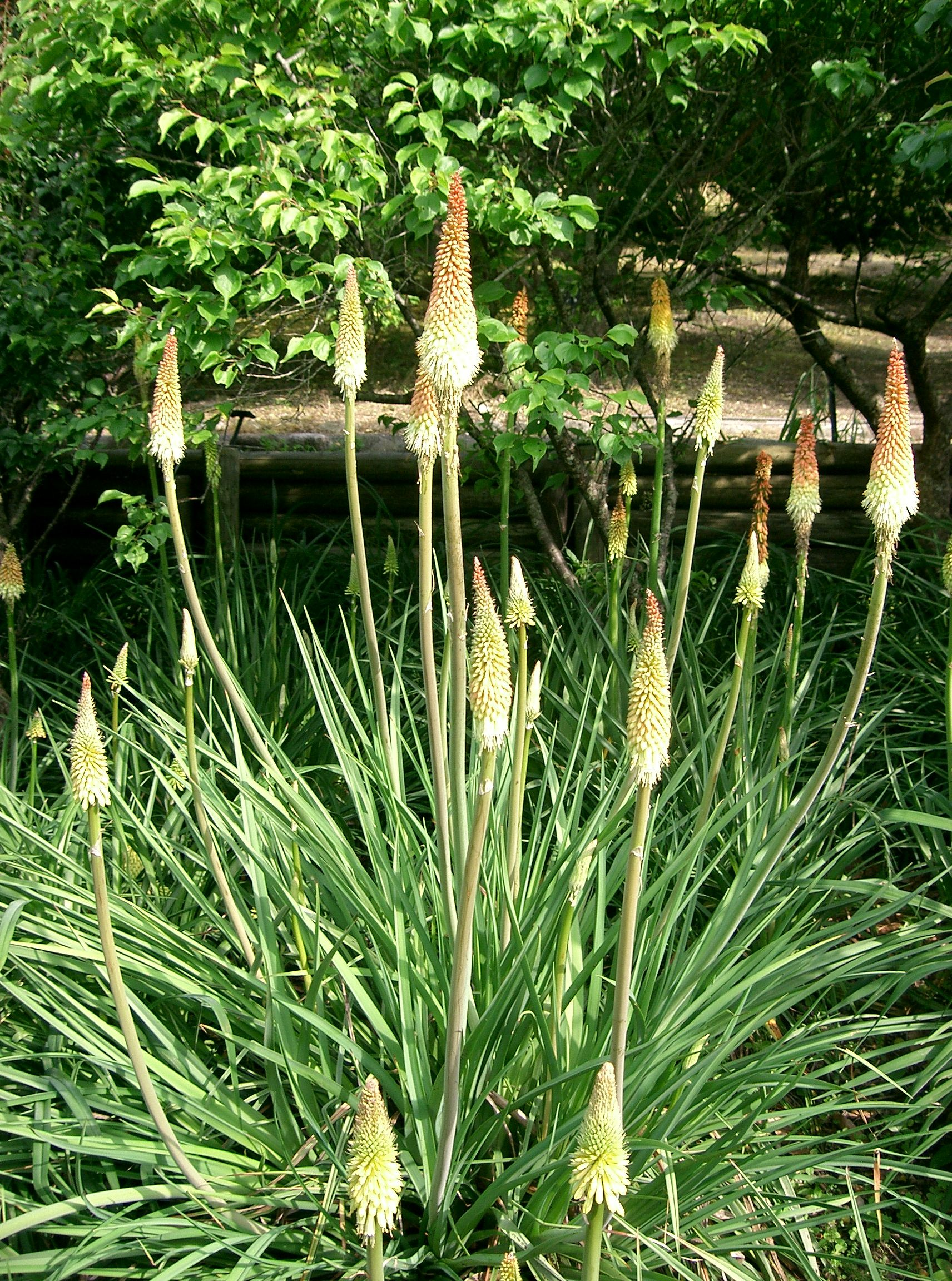
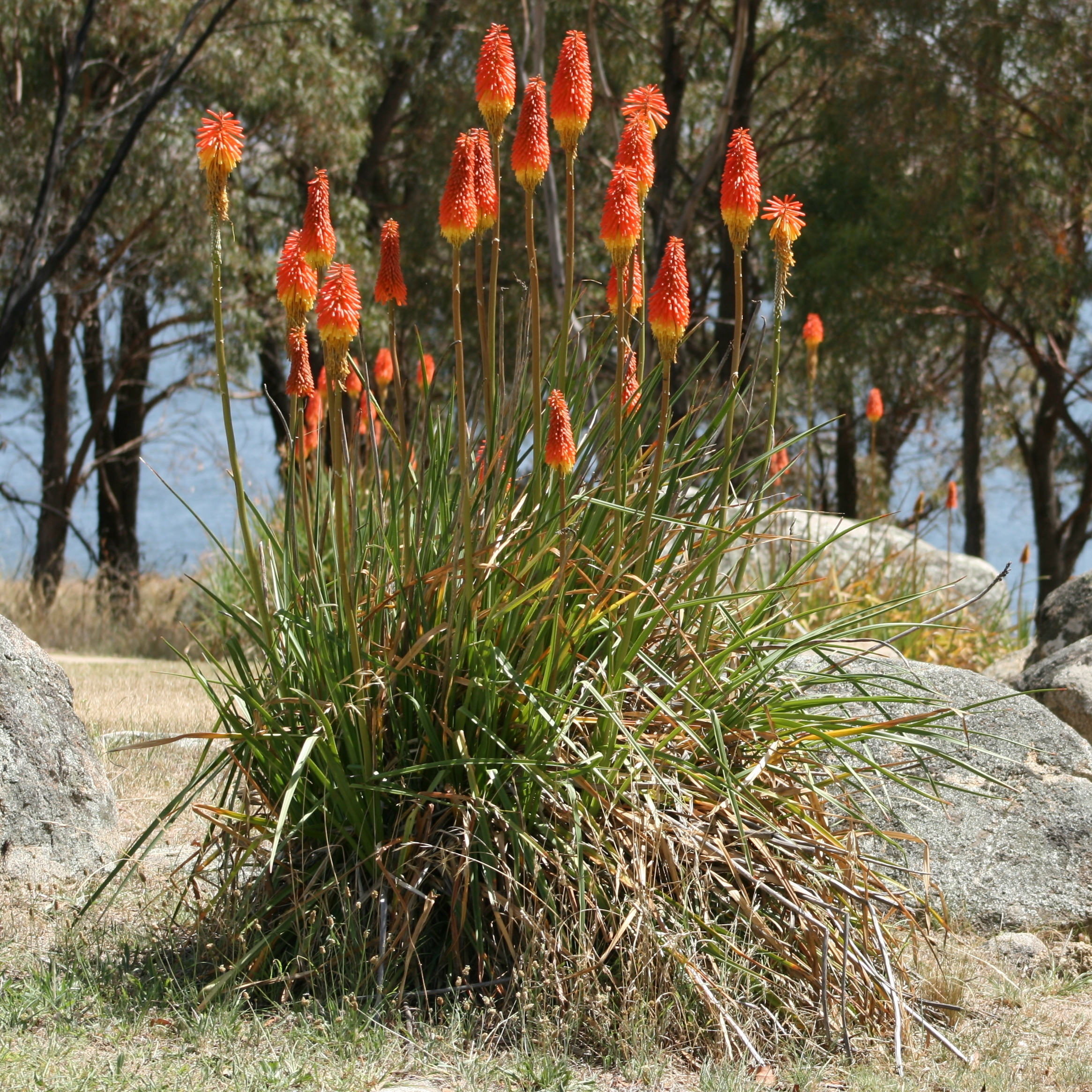
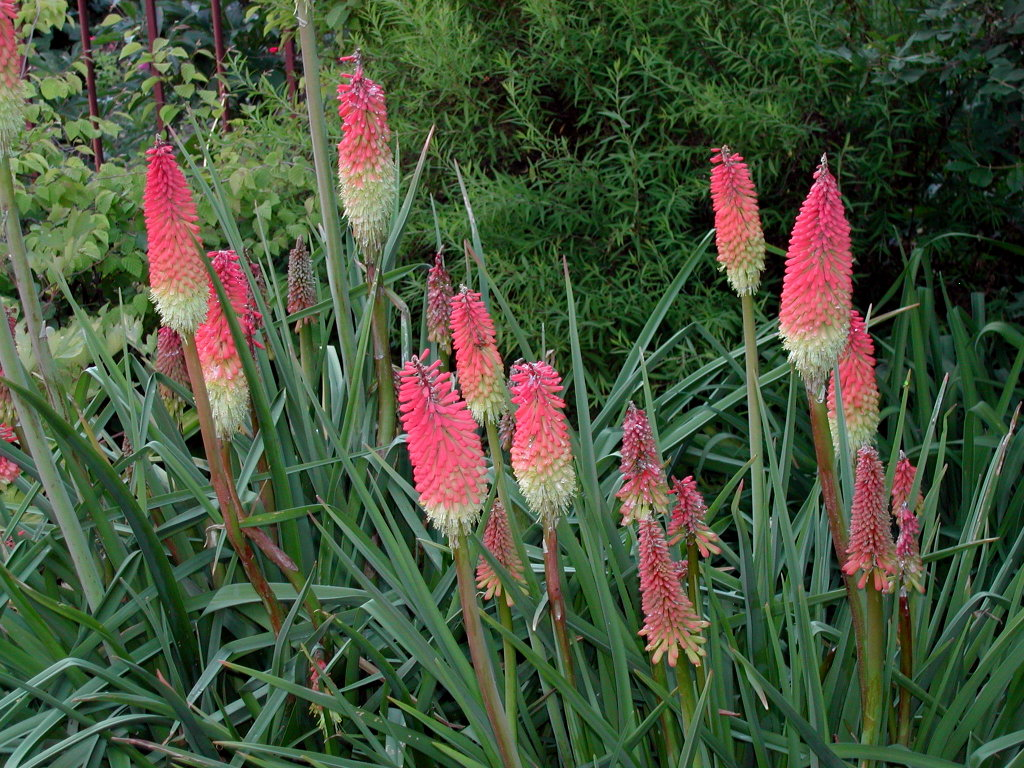
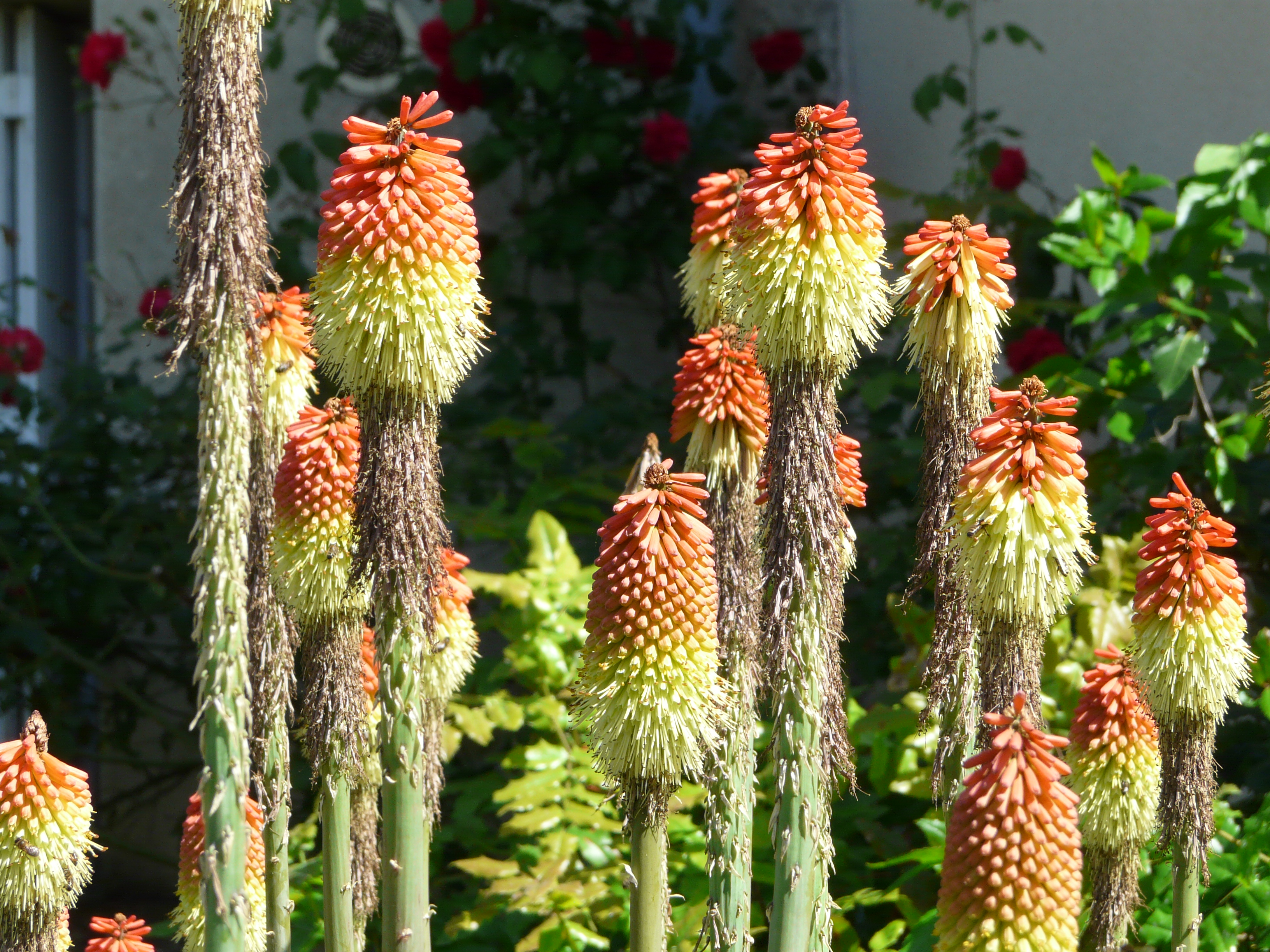
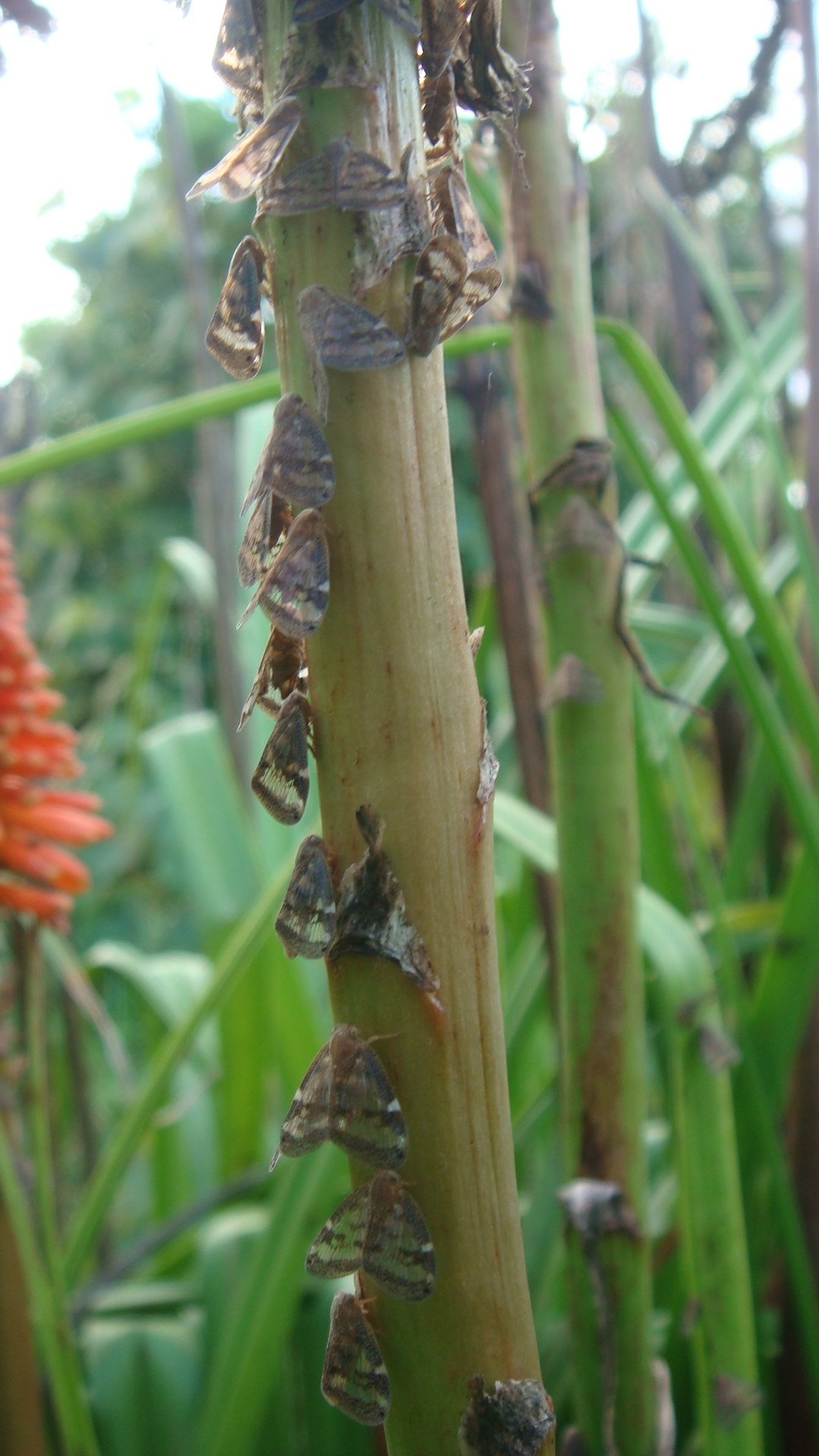
Scolypopa australisokkal ellepett fáklyaliliom szár
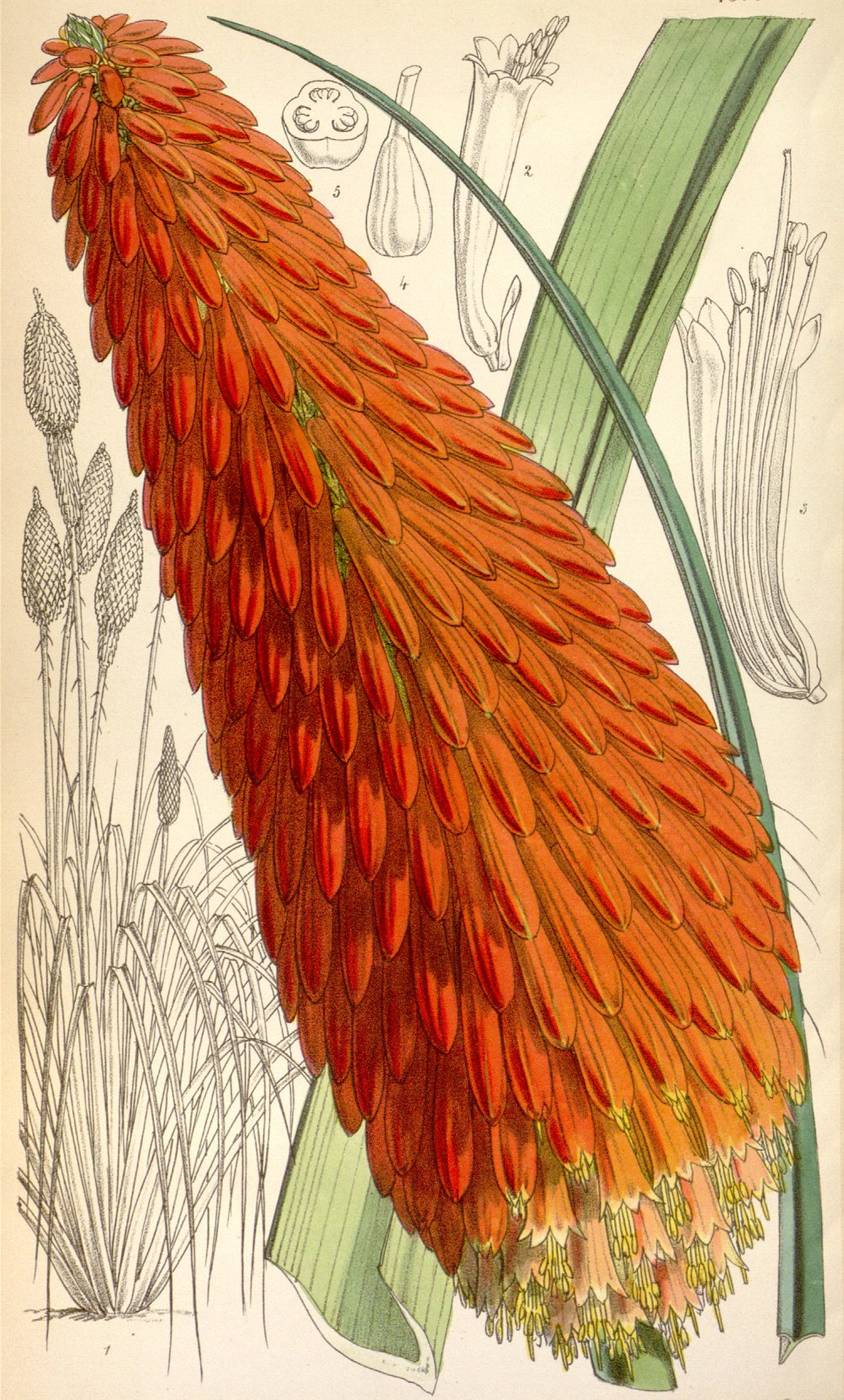
Rajz a növényről

### Fordítás
- Ez a szócikk részben vagy egészben  a   Kniphofia uvaria című angol Wikipédia-szócikk ezen változatának fordításán alapul.  Az eredeti cikk szerkesztőit annak laptörténete sorolja fel. Ez a jelzés csupán a megfogalmazás eredetét és a szerzői jogokat jelzi, nem szolgál a cikkben szereplő információk forrásmegjelöléseként.